# L'assassino, speranza delle donne
L'assassino, speranza delle donne è un film del 1972, scritto e diretto da Giuseppe Gatt.
Il film è una riduzione cinematografica dell'omonimo dramma espressionista di Oskar Kokoschka, con una regia d'ispirazione marcatamente teatrale e d'avanguardia.
In questa riduzione cinematografica, diversamente dal dramma originale, Gatt decise di aggiungere l'articolo determinativo al titolo.

## Trama
La voce narrante si sovrappone alle immagini che scorrono di volti di donne muti, poi la musica prende il sopravvento in un gioco di allegorie e teatralità a volte marcatamente espressionista, a volte più intellegibile. L'eroe protagonista parte dalla spiaggia, ov'era cullato dalla madre, verso una terra ignota. Laggiù viene accolto dalle stesse donne i cui volti apparivano muti a inizio pellicola. La narrazione si sovrappone, si ferma e riprende, con una voluta frammentazione, in immagini della spiaggia, della radura o della foresta, dove i dialoghi, spesso monologhi sospesi, evocano e si incrociano.

## Produzione
Il film venne prodotto a partire dal 1970 e, dopo due anni di lavoro, completato nel 1972.

## Distribuzione
La pellicola è stata presentata alla Mostra del cinema di Venezia nel 1973 e successivamente distribuita da Sacis anche in edizione televisiva. Il film è stato inoltre presentato all'Accademia Austriaca di Roma con una mostra artistica. Dopo la diffusione televisiva, il film ottenne il visto censura nel 1976 e la distribuzione nelle sale avvenne nel 1977.